# Ruttelerona
Ruttelerona is een geslacht van vlinders van de familie spanners (Geometridae), uit de onderfamilie Ennominae.

## Soorten
- R. cessaria Walker, 1860
- R. harmonica Hampson, 1895
- R. indiligens Prout, 1925
- R. kalisi Prout, 1935
- R. lithina Warren, 1903
- R. obsequens Prout, 1929
- R. ochreocosta Bethune-Baker, 1915
- R. presbytica Robinson, 1975
- R. scotozonea Hampson, 1900
- R. stigmaticosta Prout, 1928